# パッド印刷

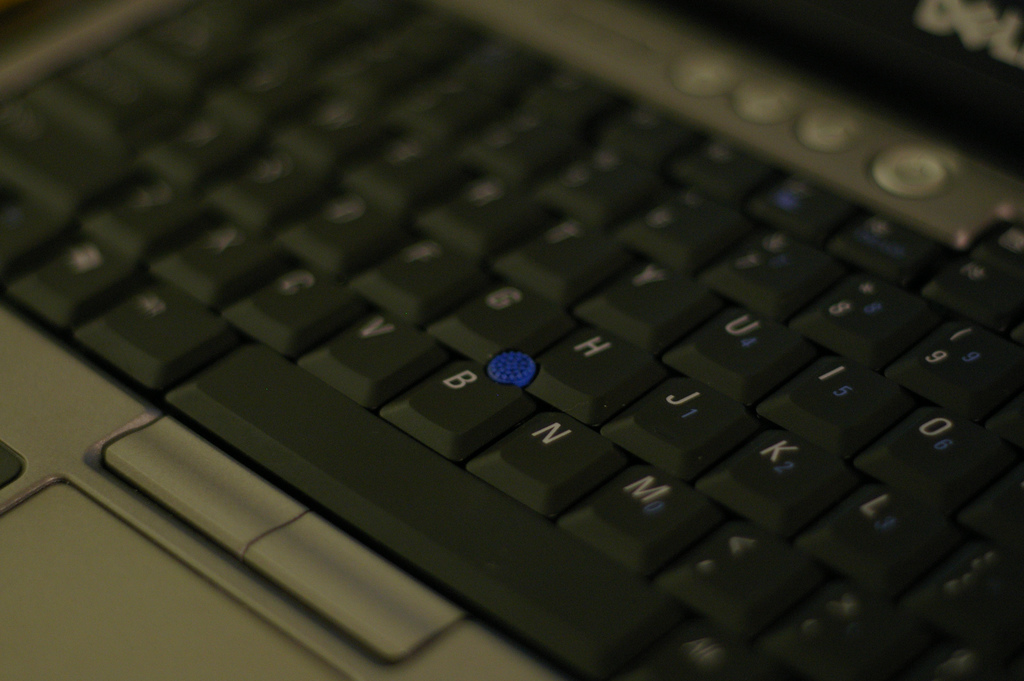
パッド印刷で刻印されたキーボードのキー

「インキトレー」方式のパッド印刷の流れ。
A:印刷版（1）にシリコンパッド（2）をぺったんし、エッチング部のインクをパッドに付着させる。
B:パッドを被印刷物（6）にぺったんして図像を転写している間に、インキ返し（4）がインキトレー（5）のインクを印刷版全体に広げる。
C:シリコンパッドが戻ってくる間に、ブレード（3）が印刷版の余分なインクを掻き取り、エッチング部のみにインクを残す。

パッド印刷(pad printing)、またはタンポ印刷(tampography)とは、平面的な図像を立体的なオブジェクトに転写する際に用いられる印刷プロセスである。これは「凹版オフセット印刷（グラビアオフセット印刷）」という印刷プロセスを使用して実現されるもので、これにより印刷版の図像がシリコンパッドを介して被印刷物に転写される。パッド印刷は、医療機器、自動車、販促グッズ、アパレル、電子機器、電化製品、スポーツ用品、おもちゃなど、印刷が難しい製品に印刷するために多くの業界において使用されている。また、導電性インク、接着剤、染料、潤滑剤などといった機能性材料の積層にも使用できる。
溶剤インクは「空気に触れた面の溶剤が揮発して粘着性を持つ」という特徴があり、インキトレー部のインクは表面の溶剤が揮発してパッドに粘着しやすくなるが、インクがパッドに粘着してしばらくすると、パッドに粘着した方の面の溶剤がさらに揮発したことによって逆にパッドから離れやすくなると同時に、被印刷物に面したインクの下面の溶剤が揮発して粘着性が高くなり、被印刷物に粘着しやすくなる。このように、印刷版とパッドの双方の表面において、インク皮膜の特性が物理的に変化することにより、インクはまず印刷版のエッチング部からパッドに付着し、その後パッドから離れて被印刷物に付着する。
シリコンパッドの独自のぶよぶよした特性により、平面から画像を取得し、平面、円筒形、球面、カクカク、布地、凹面、凸面などといったさまざまな被印刷物の表面に画像を転写できる。浮世絵などに似た要領で、使用色ごとのエッチング版を用いることで多色刷りも可能である。
ちなみに「タンポ印刷」の名称は、ドイツのタンポプリント社に由来する。1968年、ドイツの彫刻家のウィルフリード・フィリップ（Wilfried Philipp）が、タンポ印刷において旧来のゼラチンに代わってシリコーンゴムを世界で初めて採用し、タンポプリント社（Tampoprint）を創設した。ちなみに「tampon」はフランス語やオランダ語などヨーロッパの諸語で「パッド」という意味（英語の「tampon（タンポン）」、日本語の「タンポ」の語源であるが、原語では「綿を丸めたパッド」に限定されない）。

## 歴史
パッド印刷の原理自体は何世紀にもわたって存在していたが、この技術が広く使用されるようになったのは20世紀になってからであった。第二次世界大戦後、時計の文字盤を印刷するために時計製造業界で広く使われるようになり、1960年代後半から1970年代前半にかけて、従来のゼラチンに代わってシリコンパッドが登場するなど、より高度な機器が開発されたことによって、以前に増して印刷方法が実用的になった。以前は印刷できなかった物体の表面に印刷できるようになったことは、エンジニアやデザイナーの想像力をかき立て、その結果、パッド印刷によって大量印刷・大量生産された製品が市場に爆発的に広がった。
今日においては従来の「インキトレー」方式に代わって「インキカップ」方式が登場するなど、パッド印刷の技術がさらに進化したことにより、幅広い産業とアプリケーションをカバーするものとなっている。

## プロセス
「インキトレー」と呼ばれるインク溜め部から、スキージ（へら状の道具）を使って凹版にインキを流し込んだのちに余分なインクを掻き取る開放式の「インキトレー方式」が従来のパッド印刷で使われていたが、溶剤がすぐ蒸発するのでインクの粘度管理が面倒、職場全体がとてもくさい、などの問題があったため、密閉式カップにインクを内蔵した「インキカップ方式」が現代においては主流である。

### インキカップ方式のパッド印刷の流れ
1. 密封されたインキカップ（密閉容器にインクを内蔵した逆さ向きのカップ）が、初期位置から印刷版のエッチング部の上まで移動してきて、エッチング部全体を覆ってインクを流し込む。
2. 密封されたインキカップがエッチング部から離れるが、その際にカップに付属するリング状のブレードが余分なインクをすべて掻き取り、インクがセットされたエッチング部のみが露出される。インクの外層は、空気にさらされるとすぐに粘着性になる。これが、インクが転写パッドに付着し、その後に被印刷物に付着する理由である。
3. 転写パッドを一瞬だけ印刷版に押し付ける。パッドを圧着すると、空気が外側に押し出され、インクがエッチング部からパッドに押し上げられる（転写）。
4. 転写パッドを持ち上げると、エッチング部の粘着性インク被膜がパッドに付着している。印刷版にはインクが少しだけ残っている。
5. 転写パッドが前方に移動すると同時に、インキカップも移動して、印刷版のエッチング部を覆う。インキカップは、次のサイクルに備えて、印刷版のエッチング部に再びインクを流し込む。
6. 転写パッドは被印刷物に圧着され、印刷版から取得したインク層を被印刷物の表面に転写する。その後、被印刷物から印刷パッドを持ち上げて初期位置に戻し、1回の印刷サイクルを完了する。

### 印刷版とインクのインターフェースの技術

#### 開放式（インキトレー方式）
インキトレー方式とは、パッド印刷の古い方法で、インク供給の方法として「インキトレー」と呼ばれるインク溜め部を印刷版の後ろに設置していた。ドクターブレード（ステンレス製の刃。シャープな印刷が得られるが、とても高価）やスキージ（ゴム製のへら）を使い、インキ溜め部のインクを印刷版上に押し出した後、印刷版の表面からインクを掻き取り、エッチング部にのみインクを残し、これをパッドに拾わせる。開放式はインクの溶剤が蒸発するので、インクの粘度が安定しないうえにとてもくさい。

#### 密閉式（インキカップ方式）
インキカップ方式は、インク供給システム・スキージ・ドクターブレードを内蔵して同時に作用する密閉式のカップを採用している。ここでいう「ドクターブレード」というのは、刃先を高度に研磨されたセラミックリングで、これが印刷版に密着する。密閉式なのでインクの粘度が安定する、臭くない、というのが大きな利点だが、交換が楽など他にもいろいろと利点が大きい。

### 印刷パッド
パッドは通常、シリコーンゴムで成形された立体的な形をしている。シリコンパッドを転写媒体として使い、印刷版からインクを拾い上げて被印刷物に転写する。パッドは、用途に応じて形状と直径が異なる。
「丸いパッド」と「細長いパッド」の2種類が主な形だが、ドラム型の「ロータリー式」と呼ばれる形のものもある。各グループには、小、中、大の3つのサイズのカテゴリがある。特別なアプリケーション要件を満たすようにカスタム形状のパッドを設計することも可能である。

### 印刷版
印刷版（刷版、プレートともいう）は、印刷したい図像を保持するために使用されるもので、プレートの表面に図像がエッチングされている。その機能とは、印刷版のエッチングされた空隙にインクを流し込み、パッドがこれを図像の形のインク被膜として拾い上げ、それが被印刷物に転写されるようにすることである。
印刷版の材料としては、主に光硬化樹脂と鋼板（スチール）の2種類がある。樹脂版は使いやすいため、最も人気がある。これは通常、小ロット・中ロット印刷で使用される。スチール板には2つの形態がある。中ロット印刷・大ロット印刷の薄板と、さらに大規模な印刷用の厚鋼板である。どちらのタイプの鋼板も、特殊な装置を使用するため、通常、表面処理鋼板が使用される。

### 印刷インク
インクは、被対象物にマークを付けたり装飾したりするために使用される。印刷する対象物の種類に合わせて、さまざまな材質を用いた製品ファミリが用意されている。
パッド印刷用のインクは「溶剤ベース」であることが多く、使用前に添加剤と混合する必要がある。インクは通常、数秒以内で乾き、触っても大丈夫な感じになるが、完全な乾燥（硬化）にはかなり長い時間がかかる場合がある。人間が食べても大丈夫だとアメリカ食品医薬品局（FDA）の承認を得た「食用」のインクや、環境への影響を減らすためのより「エコ」なインクも存在する。
他にもたくさんの種類のインクがある。例えば、UVライトを使用して硬化する「紫外線硬化型インク（UV硬化インク、UVインク）」は、特定の用途に便利である。UV光がインクに当たるまで、UVインクは完全には硬化しない。もし間違って印刷してしまった場合、被印刷物の素材にもよるがUV硬化インクは拭き取れることが多い。UVインクは、UV光で1秒間露光するだけで硬化することができる（インクの種類や被印刷物の素材、光の強さや波長にもよる）。UVインクは、インクが汚れておらず、UV光から遮断されている限りはポットライフ（可使時間）が長くできるため、インクを再利用できる。これは、二液型インクのような溶剤系インクやエポキシ系インクよりも簡単に洗い落とせるというメリットにもつながる。また、「熱硬化性インク」も存在する。これは熱を「トリガー」としてインクを硬化させる仕組みのインクで、UVインクとほぼ同じような使い勝手がある。二液型インクのポットライフはふつう数時間程度であり、リターダー（乾燥抑制剤）などを使用しても再利用できない場合は廃棄せざるを得ないのである。 
気候条件は、パッド印刷用のインク、特に開放式（インキトレー方式）の印刷機のパフォーマンスに大きく影響する。乾燥状態が高すぎると、溶剤の蒸発が速くなり、インクが早めに濃くなってしまうし、湿度が高すぎると、インクの「凝集」などの問題が発生する可能性がある。また、気候の問題は、印刷版からパットへのインクの付着、パットから被対象物へ転写、あるいは樹脂版からブレードでインキを掻き取る際の振動や湿度による結合など、印刷プロセスの他の側面に影響を与える可能性がある。

### 被印刷物
被印刷物とは、印刷する対象物となる部材や素材を指し示すために使用される専門用語である。用途に応じて様々な材料が存在し、それぞれ手間も異なる。適切なインク付着を可能にするために、被印刷物は清潔で表面が汚れていない必要がある。

## 印刷版の作成
印刷版を作成するためには、主に2種類の手法が使われる。旧来の技術では、UV露光機を用い、ポジフィルムによる光露光と化学的なエッチングが行われる。「コンピューター・トゥ・プレート」として知られる2番目の手法では、レーザー彫刻機が使われ、オートメーションによるレーザーエッチングが行われる。後者の手法は、短納期、高精度、安定した品質管理という点で有利である。
どちらの手法も、特殊樹脂またはスチール板に適用できる。樹脂版では版の寿命は非常に短いことが予想される（ハイエンドでも5万回程度しかない）。これに対して硬化スチール板は100万回以上の印刷にたやすく耐えることができる。

## 印刷物の例

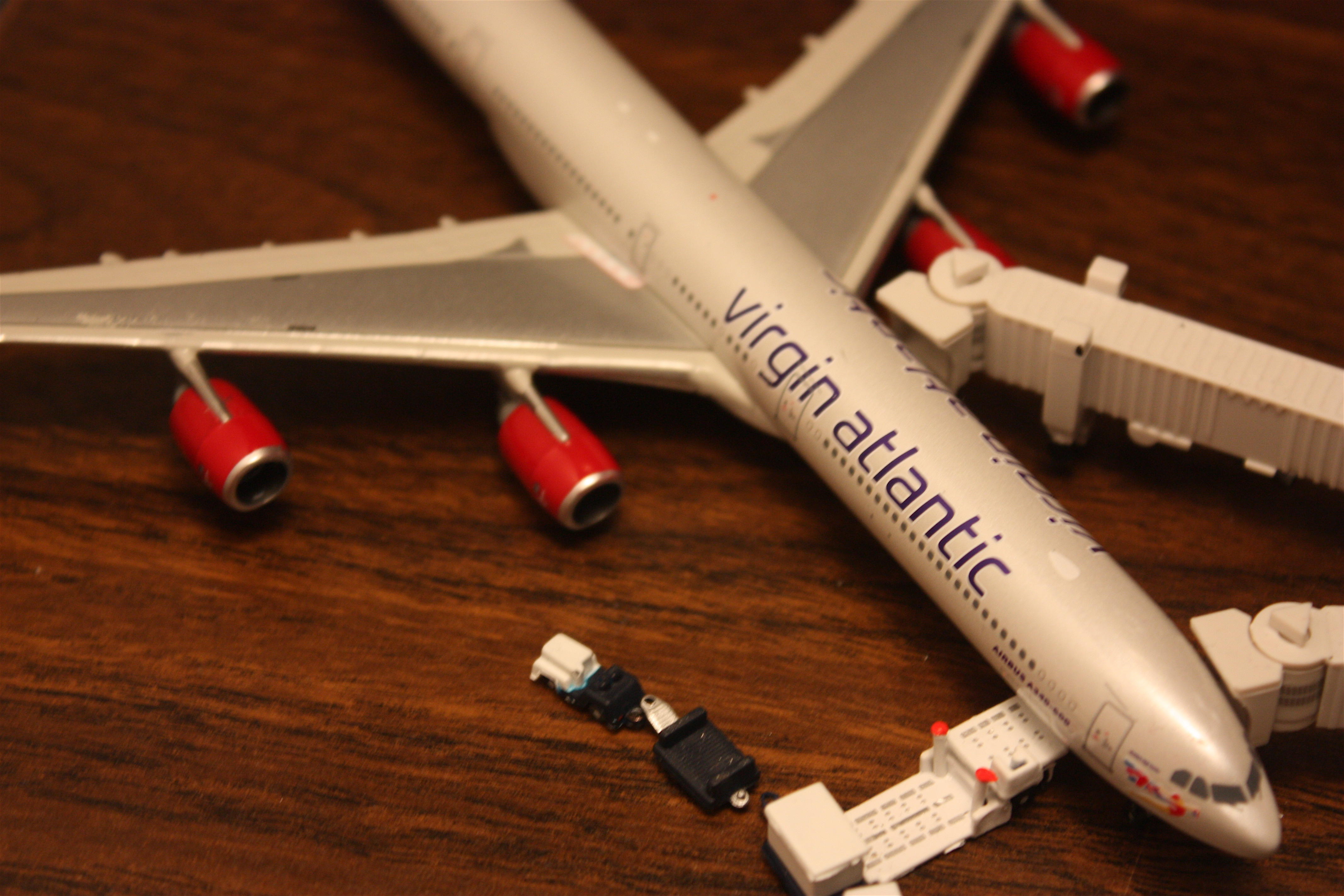
パッド印刷は、ダイキャストモデルにデカールを印刷するために一般的に使用される。この理由としては、模型本体に直接印刷されたデカールは退色しにくく、ウォータースライド式デカールのように本体から浮き上がる心配もないためである

パッド印刷は通常、印刷品質、精度、または複雑な形状を要求するアプリケーションに使用される。
- 医療機器（注射器、手術器具など）
- 埋め込み型および体内使用型の医療器具（カテーテルチューブ、コンタクトレンズなど）
- 薬剤（丸薬）
- キャンディ
- 化粧品の包装（アイライナー、香水瓶など）
- キャップや栓（飲料のボトルキャップなど）
- ゴルフボールのロゴ/グラフィック
- ホッケーのパック
- おもちゃの装飾的なデザイン/グラフィック（トミカなどのミニカー、ボール、キャラクターフィギュアの眼など[2]、その他いろいろ）
- 自動車の部品（ウインカーのインジケーターランプ、コントロールパネルなど）
- コンピューターのキーボードや電卓などのキーの文字
- テレビやコンピューターなどのモニター
- 様々な製品の識別ラベルやシリアル番号
- アパレル産業で衣料品に直接ラベルを印刷するために使用
- 宣伝用のノベルティや景品
- 靴のかかと

## 参照
1. ↑  “パッド印刷とは？”. ナビタスマシナリー株式会社. 2024年12月17日閲覧。
2. ↑  パッド印刷（タンポ印刷）でソフビフィギュアの目の中を印刷！　STUDIO24様